# Carolyn Darbyshire
Carolyn Darbyshire (née le 6 décembre 1963 à Arborg) est une curleuse canadienne.

## Palmarès
Jeux olympiques
| Épreuve / Édition | Vancouver 2010 |
| Curling           | Argent         |